# Медуница мягкая
Медуница мягкая, или медуница волосистая (лат. Pulmonaria mollis) — травянистое многолетнее растение семейства Бурачниковые (Boraginaceae).

## Распространение
Распространена от Западной Европы до Малой Азии и Восточной Сибири. Растёт на светлых, умеренно сухих местах, на богатых минеральными веществами почвах — в светлых лиственных лесах и на их опушках, на лесных полянах и среди кустарников. Один из трёх видов медуницы, встречающихся в европейской части России.

## Ботаническое описание
Растение высотой от 10 до 50 см, от других видов отличается мягким бархатистым, немного клейким опушением.
Стебель прямостоячий, местами железистый, у соцветия разветвляется.
Листья прикорневые широколанцетовидные-яйцевидные, короткозаострённые, постепенно сужающиеся к черешку. Стеблевые листья продолговато-яйцевидные, ланцетные, с полустеблеобъемлющим основанием. Верхняя сторона листа местами железистая, нижняя бархатисто-опушенная, более светлая.
Цветки обоеполые, правильные, вырастают на железистых цветоножках в пазухах листьев. Собраны в густые завитки. Чашечка до половины раздельная, ширококолокольчатая, венчик воронковидный. Плод — тёмно-коричневый орешек.
Зацветает, как только сойдёт снег (апрель-май). Окраска цветка меняется: вначале цветок розовый, потом — фиолетовый, затем — синий. После окончания цветения начинают развиваться прикорневые розетки листьев медуницы. Листья сохраняются зелёными до осени.

## Химический состав
По результатам двух анализов установлено высокое содержание марганца. В одном образце содержалось 2,14 % марганца от абсолютно сухого вещества, что составило 11,15 % от веса золы (зольность 19,10 %). Другой образец при зольности 20,60 % содержал 0, 93 % или 4,51 % от веса золы. Кроме марганца в золе обнаружили калий, кальций, железо и окись кремния.

## Значение и применение
Ранний медонос. Продуктивность мёда условно чистыми насаждениями 100 кг/га.
Ранней весной из листьев можно приготовить витаминный салат, суп. Летом листья можно прикладывать на небольшие раны и язвы.
Настой травы использовался в Западной Сибири от кашля (горсть травы на пол-литра воды), от женских болезней и золотухи. Листья и их сок прикладывали к ранам, засыпали сухим порошком. Возможно, лекарственные свойства медуницы связаны с высоким содержанием марганца, так как детальное исследование показало низкое содержание таннидов и отсутствие алкалоидов или каких-либо других веществ.